# Virgen de Montesión

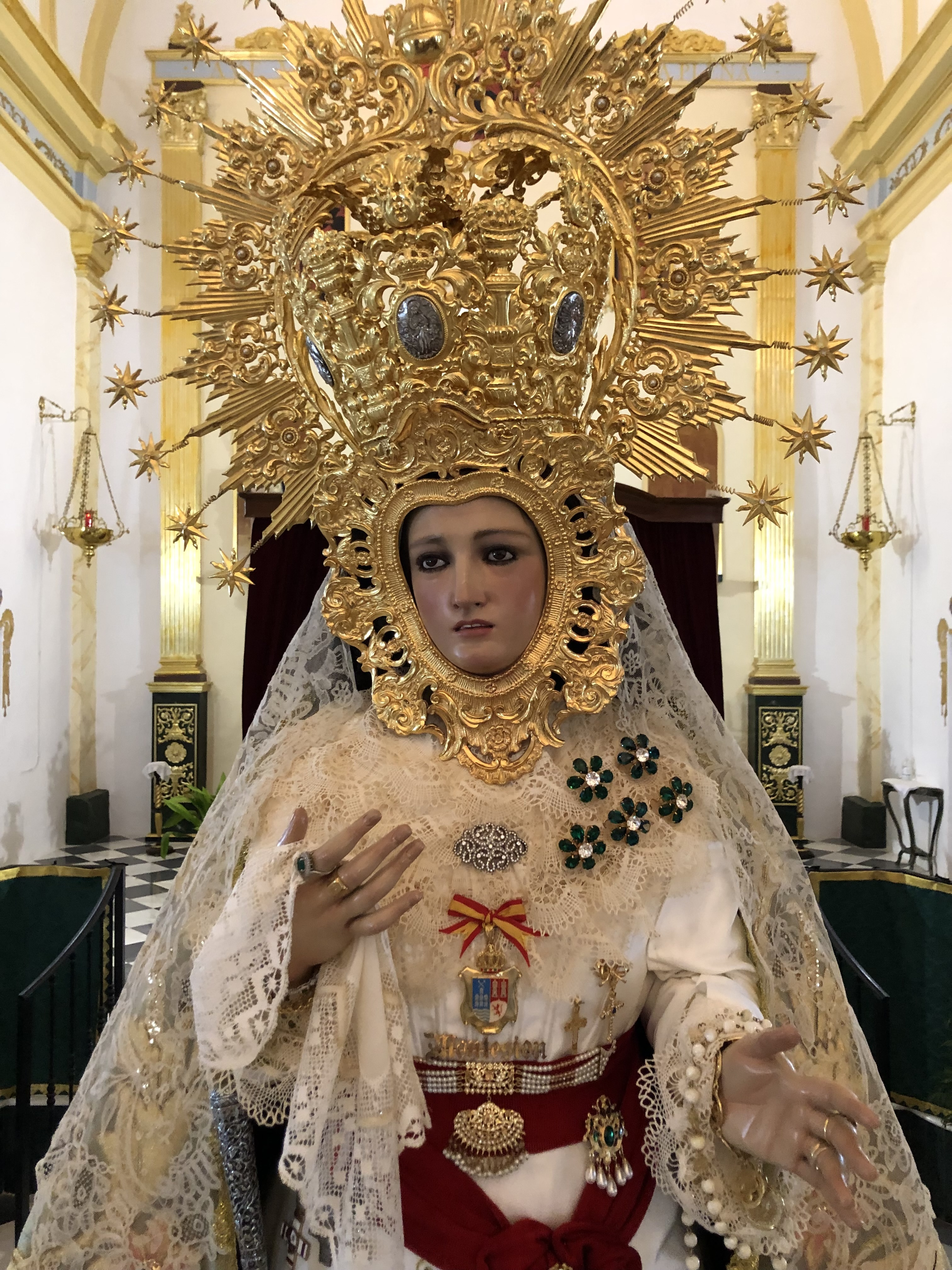
Virgen de Monte-Sión, Patrona y Alcaldesa Perpetua de Lucainena de las Torres

La Santísima Virgen de Monte-Sión Coronada, también conocida como la "Reina de las Flores", es la Patrona y Alcaldesa Perpetua de la localidad española de Lucainena de las Torres, en la provincia de Almería. Catalogado como "Uno de Los Pueblos Más Bonitos de España".
Es una advocación mariana que se venera en la Parroquia de Santa María de Monte-Sión.
Se trata de una talla de madera realizada en el siglo XX tras la posguerra, en la década de los 40.
Las Fiestas Patronales en honor de la Santísima Virgen de Monte-Sión se celebran el tercer fin de semana de septiembre (viernes, sábado y domingo). Siendo el domingo el día de su Procesión de Alabanza por las calles del municipio.
Como viene siendo tradición, es acompañada de manera especial por las "refajonas" (traje típico del pueblo) y musicalmente por la Banda de Música Santa Cecilia de Sorbas.
La Reina de Lucainena de las Torres fue coronada diocesanamente el 21 de enero de 1995, por el prelado almeriense Monseñor D. Rosendo Álvarez Gastón, ciñendo sobre sus sienes la grandiosa y bella corona que le ofrendó a su madre su pueblo de Lucainena de las Torres.

## Historia

### Milagro de la Santísima Virgen de Monte-Sión
La devoción a la Virgen de Monte-Sión viene dada por un milagro popularmente conocido.

En el año 1755 tuvo lugar un temporal de unas condiciones climatológicas antes nunca vistas, cerrándose el cielo completamente y acompañado de un viento descomunal que provocó grandes destrozos, incluso llegó a derribar casas, árboles, etc. Se llegó a pensar que era el "fin del mundo".

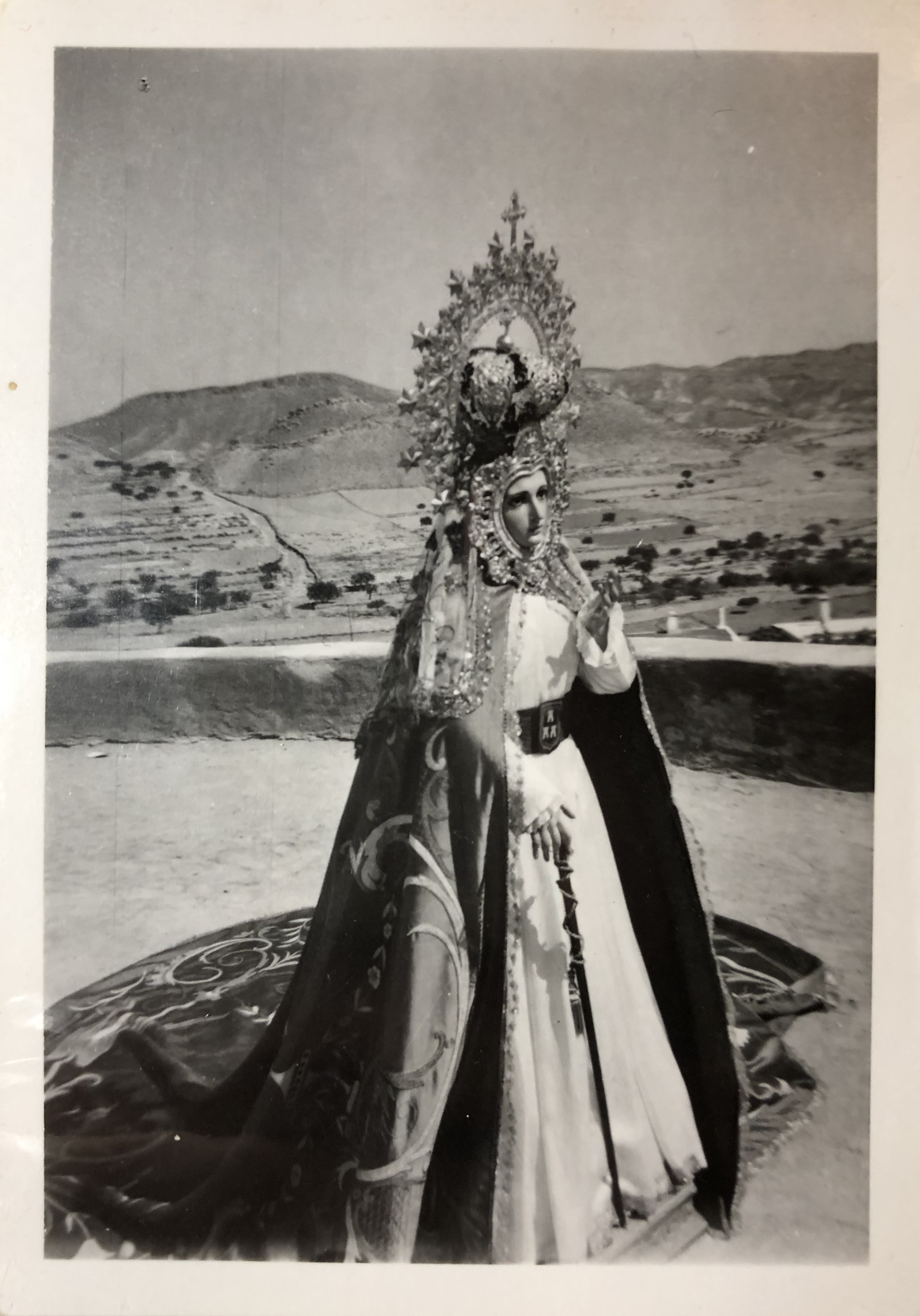
Típica estampa antigua de la Virgen de Monte-Sión en el Mirador del Poyo de la Cruz.

Cuenta la secular crónica, como los lucainenses angustiados ante inhóspita situación, fueron a la Iglesia y decidieron sacar a la Virgen improvisando una procesión y al punto que cuando la Sagrada Imagen asomó por el dintel de la puerta del Templo, comenzó a despejarse el cielo y la Santísima Virgen María disipó el peligro que castigaba con dureza a su pueblo. 
El consuelo que los vecinos sintieron ante este acontecimiento les hizo considerar que aquello no podía ser otra cosa que un milagro de esta Virgen, por eso la consideraron Patrona del pueblo.

### Origen Histórico
Durante la Guerra civil española, fueron quemadas todas las imágenes que recibían culto en la Iglesia, perdiéndose así la imagen de la Patrona. Excepto la imagen de Santa Ana que pudo salvarse. Ya que, la escondieron en una cueva del pueblo y siendo posteriormente repuesta al culto en la Iglesia una vez finalizada esta guerra, conservándose hasta a día de hoy.
Tras finalizar este conflicto, volvieron a recuperarse las imágenes de la Iglesia, incluyendo una nueva imagen de la Patrona.
En el año 1955 fue declarada Alcaldesa Perpetua del pueblo y se le regaló la vara de alcaldesa y un nuevo manto procesional.
En el año 2014, el Excmo. Sr. Alcalde D. Juan Herrera Segura, le hizo ofrenda de la vara de Alcaldesa a la Santísima Virgen de Monte-Sión y le hizo entrega de la medalla de oro con el Escudo de Lucainena de las Torres.

## Coronación de la Virgen de Monte-Sión
El glorioso día 21 de enero de 1995, fue cuando el entonces prelado almeriense Monseñor D. Rosendo Álvarez Gastón ciñió sobre las sienes de la Santísima Virgen de Monte-Sión la grandiosa y bella corona que le ofrendó a su Madre su pueblo de Lucainena de las Torres.
La corona fue ofrendada y realizada gracias al esfuerzo e amor inagotable de todo el pueblo de Lucainena de las Torres. Fue posible gracias a la colaboración de todos sus devotos, a todos los donativos y especialmente gracias a D. Francisco Ortega Viñolo, hijo adoptivo del pueblo, quien sufragó cierta parte de este sueño.
D. Francisco Ortega Viñolo, fue nombrado Presidente Honorífico y su mujer María Luisa fue nombrada Camarera Honorífica de la Mayordomía de la Virgen de Monte-Sión en el año 2017.

La coronación de la Santísima Virgen de Monte-Sión nos dejó una magnífica e inédita estampa para el recuerdo y que ya forma parte de la historia de Lucainena de las Torres. Especialmente porque la Virgen de Monte-Sión salió en Procesión Extraordinaria con motivo de su Coronación al día siguiente y lo hizo junto con nuestro Patrón San Sebastián, que procesionaba con motivo de su festividad aquel domingo 22 de enero.
Esto se debe a que coincidió con las fiestas patronales en honor de nuestro Patrón San Sebastián.
Dejando de esta manera una estampa inolvidable para el recuerdo del pueblo. Los dos Patronos procesionando juntos por primera vez en la historia por las encaladas y coloridas calles de Lucainena de las Torres, "Uno de Los Pueblos Más Bonitos de España".

Dña. Dolores Ortega Lázaro y Dña. Mariana Ferre López fueron dos grandes promotoras e incansables trabajadoras para hacer realidad este bendito sueño de todo un pueblo.
Siendo también partícipes D. Miguel Pérez, Alcalde de Lucainena de las Torres en aquel entonces, José Marín Ortega y toda la corporación municipal.

En este día tan especial estuvieron presentes la Hermandad de Nuestra Señora de los Dolores, la Hermandad de Nuestro Padre Jesús Nazareno, la Hermandad de San Juan Evangelista y la Hermandad de Nuestro Señor Jesucristo del Santo Sepulcro, las cuales hicieron entrega de una devota ofrenda floral a la Patrona.

## Fiestas Patronales

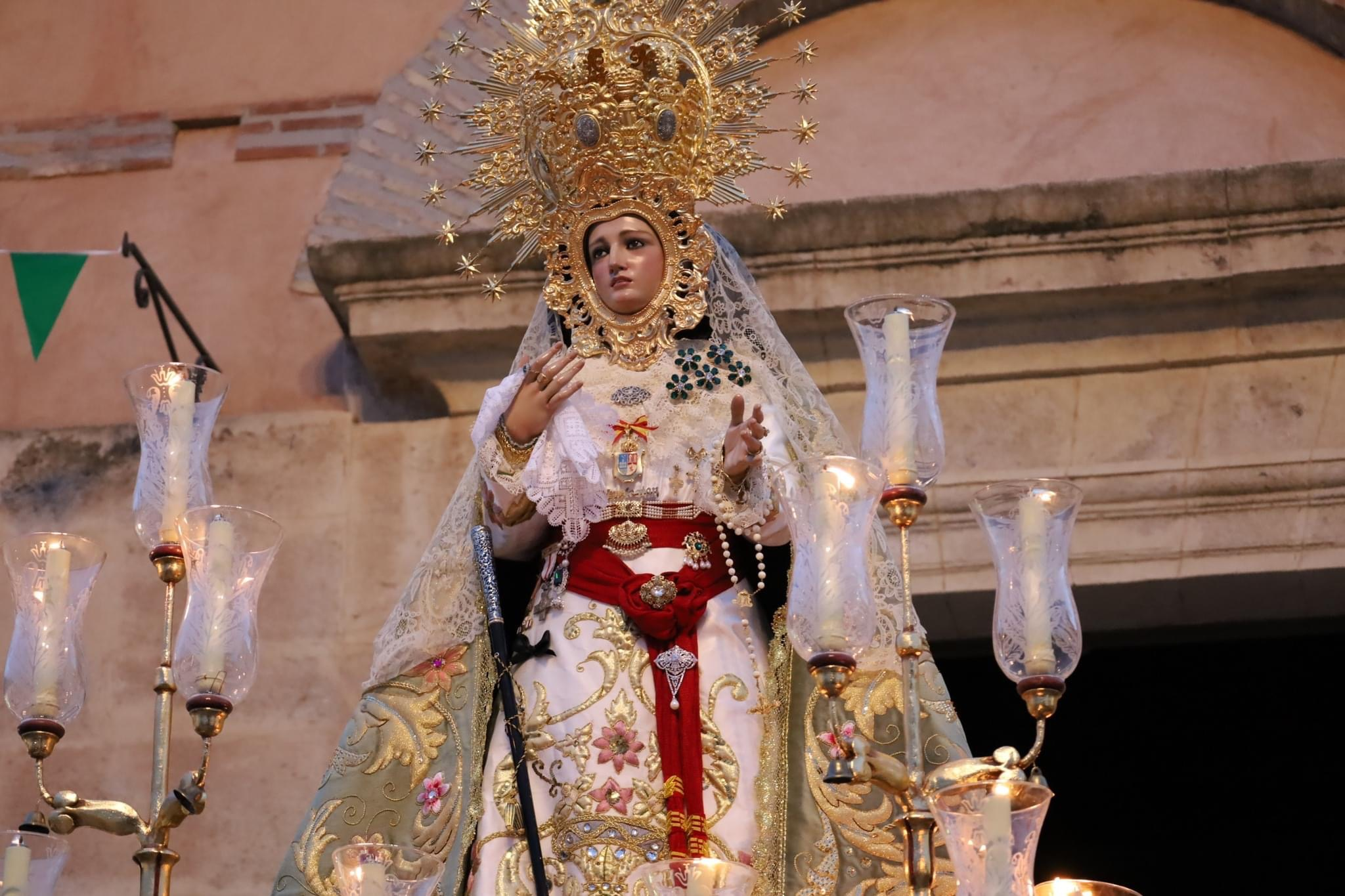
La Virgen de Monte-Sión a las puertas del Templo.

Las Fiestas Patronales en honor de la Santísima Virgen de Monte-Sión se celebran el tercer fin de semana de septiembre, siendo el domingo el día de su procesión de alabanza por las calles del municipio.
El domingo comienzan los cultos. A las 12.00 h. es el Rezo del Ángelus y seguidamente la Exaltación de la Virgen.
Tras finalizar, da comienzo el Solemne y Devoto Besamanos de la Santísima Virgen de Monte-Sión.
A las 18:45 se realiza la Ofrenda Floral a la Virgen.
El momento más emotivo y señalado es la ofrenda floral de las refajonas a la Virgen. Las mujeres se visten con el traje típico de Lucainena de las Torres, el traje de refajona para además acompañar a la Virgen en el cortejo procesional.

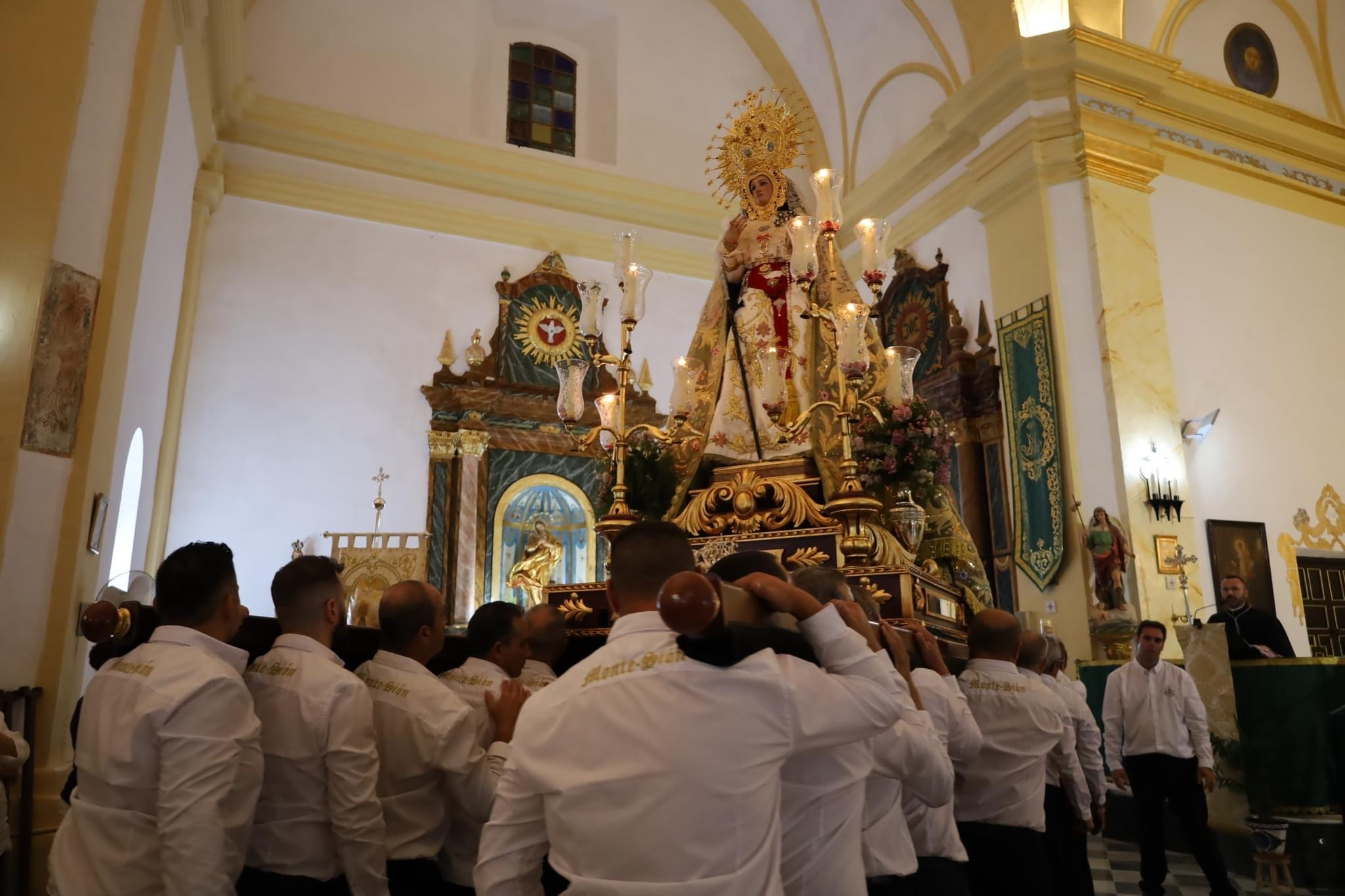
La Virgen de Monte-Sión en el interior del Templo.

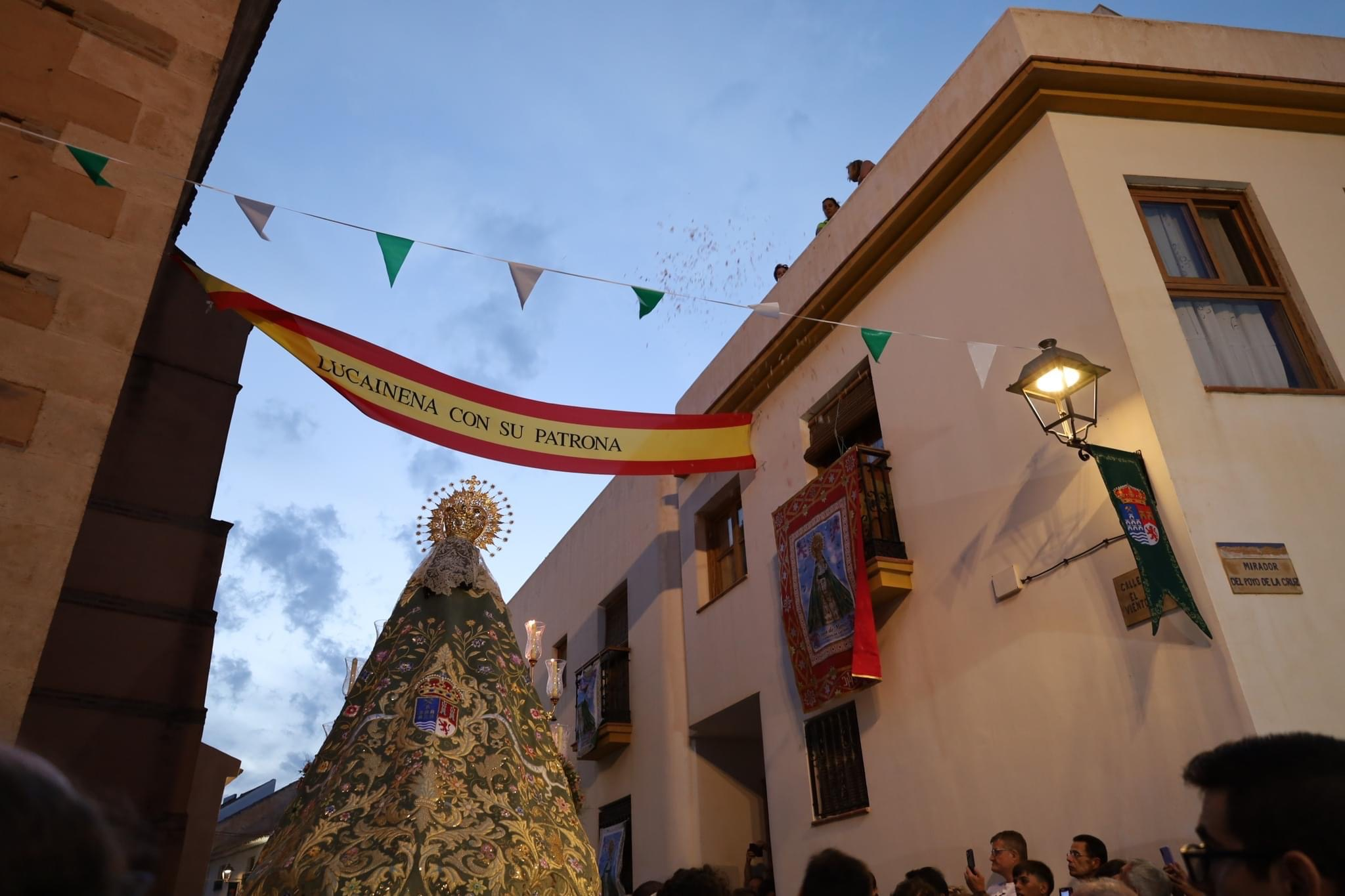
Lucainena con su Patrona.

A las 19.00 h. tiene lugar la Santa Misa en honor de la Santísima Virgen de Monte-Sión.

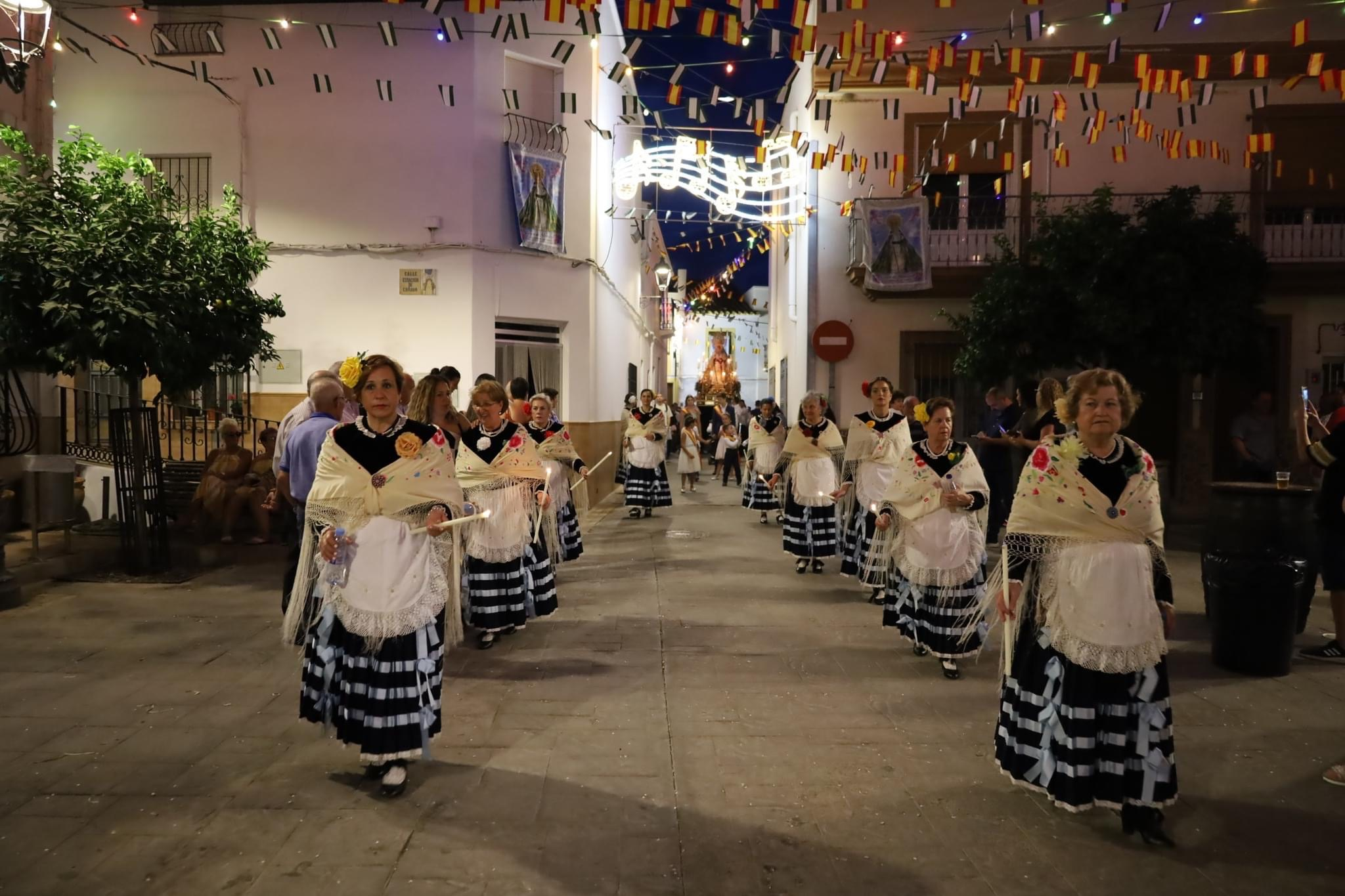
Las refajonas acompañando a la Virgen de Monte-Sión.

Tras finalizar, comienza la Procesión de Alabanzas de la Virgen de Monte-Sión por las calles de Lucainena de las Torres, uno de los pueblos más bonitos de España.
Acompañada de la Banda de Música Santa Cecilia de Sorbas.
El pueblo ya de por sí engalanado con geranios, se engalana con sus mejores galas en balcones y ventanas para recibir a su amantísima Patrona.
Numerosas lluvias de pétalos lanzadas por sus devotos desde los balcones la acompañan durante todo el recorrido. Flores para la Reina de las Flores.
Son unos días de gran emoción, gozo y devoción para todos los vecinos del pueblo, devotos y visitantes.

## Romería de la Santísima Virgen de Monte-Sión
La Romería de la Santísima Virgen de Monte-Sión tenía lugar el 25 de julio, en el día de la festividad de Santiago Apóstol.
Se hacía la bajada de la Virgen de Monte-Sión desde la Iglesia Parroquial a la pedanía de Rambla Honda en Lucainena de las Torres y se celebraba una misa en su honor.

## La Virgen de Monte-Sión en la canción "Lucainena de las Torres" de Paco Urrutia
La Virgen de Monte-Sión y San Sebastián (Patronos de Lucainena de las Torres) están presentes en la canción "Lucainena de las Torres" perteneciente al álbum "Almería de mi Alma" (1996) de Paco Urrutia.
Una obra de arte, en la que el cantante cuenta la historia de Lucainena de las Torres y datos relevantes sobre el pueblo. Es sin duda, un deleite para todos los sentidos.

Una de las estrofas de la canción dice lo siguiente:
San Sebastián te protege
y una rara golondrina
le lleva flor de romero
de la cumbre del peñón
a la Reina de las Flores
la Virgen de Monte-Sión.
- Datos: Q97276539
- Multimedia: Virgen de Montesión / Q97276539